# Колін Мойніген
Колін Мойніген  (англ. Colin Moynihan, 13 вересня 1955) — британський веслувальник, олімпійський медаліст.
Після завершення спортивної кар'єри лорд Мойніген був спортивним функціонером, очолював Британську олімпійську асоціацію з 2005 по 2012.

## Виступи на Олімпіадах
| Олімпіада         | Дисципліна                     | Місце |
| ----------------- | ------------------------------ | ----- |
| Москва 1980       | вісімка розстібна зі стерновим | 2     |
| Лос-Анджелес 1984 | вісімка розстібна зі стерновим | 5     |

## Зовнішні посилання
- Досьє на sport.references.com [Архівовано 18 грудня 2012 у Wayback Machine.]

1. ↑  Colin Moynihan
2. 1 2  Who's who — (untranslated), 1849. — ISSN 0083-937X
3. 1 2 3 4 5  Lundy D. R. The Peerage